# مايك كاسيلمان
مايك كاسيلمان هو لاعب هوكي جليد كندي، ولد في 23 أغسطس 1968 في ساوث دونداس في كندا.

## وصلات خارجية
- مايك كاسيلمان على موقع قاعة مشاهير الهوكي (لاعب أن.إتش.أل) (الإنجليزية)
- مايك كاسيلمان على موقع EliteProspects.com (الإنجليزية)
- مايك كاسيلمان على موقع Eurohockey.com (الإنجليزية)
- مايك كاسيلمان على موقع HockeyDB.com (الإنجليزية)
- مايك كاسيلمان على موقع Hockey-Reference.com (الإنجليزية)